# Bohumír Lomský
Bohumír Lomský (ur. 22 kwietnia 1914 w Czeskich Budziejowicach, zm. 18 czerwca 1982 w Pradze) – czeski i czechosłowacki polityk Komunistycznej Partii Czechosłowacji. Deputowany do: Zgromadzenia Narodowego Czechosłowackiej Republiki Socjalistycznej, Sejmu Socjalistycznej Republiki Czeskiej i Zgromadzenia Federalnego Czechosłowacji. Bojownik ruchu oporu, wojskowy. W latach 1956–1968 minister obrony narodowej Czechosłowacji.
W czasie wojny wybrał pseudonim „Lomský”, aby chronić członków swojej rodziny w okupowanej Czechosłowacji przed prześladowaniami. Jednak gdy Niemcy dowiedzieli się o tym, wówczas jego ojciec i matka zostali aresztowani i wysłani do obozu koncentracyjnego. Przeżyli wojnę i zostali zwolnieni w maju 1945 roku.

## Życiorys
Bohumír Lomský urodził się 22 kwietnia 1914 roku w Czeskich Budziejowicach w południowych Czechach, jako syn robotnika Bohumira Lenki. Po ukończeniu gimnazjum reformowanego, w 1933 roku wstąpił na ochotnika w armii czechosłowackiej. W sierpniu 1936 roku ukończył Akademię Wojskową w Hranicach. Następnie służył w 14 pułku piechoty w Koszycach jako dowódca plutonu, później został mianowany dowódcą kompanii. Jesienią 1938 roku ukończył kurs obserwacji lotniczej. W marcu 1939 roku powrócił do domu i rozpoczął studia na Uniwersytecie Chemicznym w Pradze.
W sierpniu 1939 roku wyjechał do Polski i wstąpił do Legionu Czechosłowackiego w Krakowie. Jako kapitan eskadry polskiego lotnictwa brał udział w krótkiej bitwie z niemieckim Wehrmachtem. W połowie września 1939 roku został internowany przez Sowietów. W Związku Radzieckim od marca 1940 roku był jednym z organizatorów czeskiej armii w ZSRR. Był członkiem Wschodniej Grupy Armii Czechosłowackiej, jako dowódca eskadry, a od 1941 roku szef sztabu. Od lutego 1942 roku pracował w Buzułuku, gdzie był kierownikiem szkolenia i organizacji jednostek. W styczniu 1943 roku został zastępcą dowódcy 1. czechosłowackiego batalionu polowego, na początku marca 1943 roku czasowo dowodził Batalionem. W czerwcu 1943 roku został szefem sztabu 1. Czechosłowackiej Brygady Piechoty i wyróżnił się w walkach pod Kijowem, Bílé Cerekve i Žaškov, w którym był głównym planistą ofensywy czechosłowackiej. Od maja 1944 roku Pełnił funkcję szefa sztabu I Czechosłowackiego Korpusu Armijnego i pozostał w nim do końca wojny. Pod koniec wojny wziął udział w wyzwalaniu Czechosłowacji i wraz z Armią Czerwoną wkroczył do Pragi.
Od jesieni 1945 roku studiował w Naczelnej Akademii Wojskowej im. KJ Woroszyłowa w Moskwie, którą ukończył jako pierwszy w roku. Od 1945 roku zajmował czołowe stanowiska w armii czechosłowackiej, a także oficjalnie zmienił nazwisko z Lenc na Lomský. W latach 1948–1949 był dowódcą dywizji, w latach 1949–1950 był szefem sztabu Okręgu Wojskowego. W 1950 roku po uzyskaniu przez komunistów wyłącznej władzy w Pradze, wstąpił do Komunistycznej Partii Czechosłowacji. W latach 1951–1953 pełnił funkcję szefa Wojskowej Akademii Technicznej.
W latach 1953–1956 był pierwszym wiceministrem obrony narodowej. W drugim rządzie Viliama Širokégo został ministrem obrony narodowej w 1956 roku i zachował to stanowisko w trzecim rządzie Viliama Širokégo i rządzie Jozefa Lenarta do kwietnia 1968 roku.
XI Zjazd Partii Komunistycznej wybrał go na członka Komitetu Centralnego Komunistycznej Partii Czechosłowacji. XII Zjazd Partii Komunistycznej i XIII Zjazd Partii Komunistycznej potwierdził jego urząd. Zrezygnował ze stanowiska Komitetu Centralnego Partii Komunistycznej w czerwcu 1968 roku.
Przez długi czas zasiadał również w Najwyższej Izbie ustawodawczej. W wyborach 1960 roku został wybrany do Zgromadzenia Narodowego Czechosłowackiej Republiki Socjalistycznej Regionu Zachodnioczeskiego jako kandydat bezpartyjny. Uzyskał reelekcję w wyborach w 1964 roku. Zasiadał w Zgromadzeniu Narodowym do końca kadencji w 1968 roku.
Podczas Praskiej Wiosny zrezygnował ze stanowiska ministra i stanowiska w Komitecie Centralnym Partii Komunistycznej. Do 1968 pracował w Wojskowym Instytucie Historycznym w powiecie tachowskim.
Po federalizacji Czechosłowacji zasiadał w Izbie Ludowej Zgromadzenia Federalnego w 1969 roku (Okręg Tachov), gdzie pozostał do końca okresu wyborczego, czyli do wyborów w 1971 roku.
7 czerwca 1968 roku został pracownikiem naukowym specjalnej grupy naukowej Wojskowego Instytutu Historycznego w Pradze. 30 maja 1970 roku ze względu na swoje nastawienie do sierpniowej okupacji, został zwolniony z Wojskowego Instytutu Historycznego i przeszedł na emeryturę. Następnie aż do śmierci pracował jako specjalista w Instytucie Systemów Obsługi, Transportu, Opakowań i Magazynowania w Pradze.

## Stopnie wojskowe
- Absolwent (1933).
- Porucznik (1936).
- Kapitan kwatery głównej (1943)
- Major (1944).
- Podpułkownik (1945).
- Pułkownik (1946).
- Generał brygady (1949).
- Generał dywizji (1950).
- Generał porucznik (1953).
- Generał pułkownik (1953).
- Generał armii (1959).

## Odznaczenia
- Order Wojny Ojczyźnianej (1943)
- Medal „Za wyzwolenie Pragi”
- Sokołowski Medal Pamiątkowy (1948)
- Krzyż Wojenny Czechosłowacki 1939
- Order Czerwonej Gwiazdy (ZSRR)